# إعدام فان ليم نغوين
فان ليم نغوين (بالفيتنامية:Nguyễn Văn Lém)‏ (1931 - 1 فبراير 1968) هو عسكري شيوعي فيتنامي، وأحد أعضاء حركة فيت كونغ الفيتنامية. اشتهر بعد تنفيذ حكم الإعدام فيه من قِبل الجنرال نوين ناك لون المدعوم أمريكياً في مدينة سايغون عاصمة فيتنام الجنوبية آنذاك، خلال عملية تنفيذ الإعدام قام المصور الأمريكي إدي آدامز بالتقاط صورة خلال لحظة اختراق الرصاصة لرأس فان، والتي أصبحت من أشهر الصور خلال الحرب الفيتنامية، كما تُعد من أكثر الصور تأثيراً على الرأي العام، وعُرفت الصورة باسم «إعدام سايغون».

## تسلسل الأحداث
في بداية الثورة الفيتنامية والتي قادها الفيتناميون الشماليون على وحركة الفيت كونغ على فيتنام الجنوبية الخاضعة للسيطرة الأمريكية. وبعد يومين فقط نجح الثوار في السيطرة على مدن عديدة من فيتنام الجنوبية، كما تسبب بفوضى عارمة في العاصمة سايغون وخاصةً بعد حادثة إعدام فان ليم. جرت حادثة اعتقال فان ليم في مقبرة جماعية في سايغون، ثم تم اقتياده سيراً في شوارع العاصمة وبجانبه سيارة جيب عسكرية، توقف الجنرال نوين ناك لون بجانبه موجهاً إليه مسدس وقام بإطلاق النار على رأسه، كل تلك الأحداث كانت مصورة بالكاميرا الخاصة بالمصور الأمريكي إدي آدامز والذي نال شهرةً واسعة على إثرها.
برر الجنرال لون فعلته لاحقاً بأن الضحية «فان ليم» كان متهماً بقتل زوجة أحد زملائه وأطفاله الستة.